# MHS Aviation
MHS Aviation ist eine deutsche auf Charter spezialisierte Fluggesellschaft der Allgemeinen Luftfahrt mit Sitz in Oberhaching bei München mit Basis sowohl auf dem Flughafen München als auch dem Sonderflughafen Oberpfaffenhofen. Sie ist nach Eigenaussage nach mehr als vier Jahrzehnten einer der ältesten Anbieter für Geschäftscharterflüge in Europa.

## Geschichte
Als Munich Helicopter Service (MHS) wurde die Firma 1977 gegründet.
Mit dem Kauf des Unternehmens unter anderem durch Gerd Brandecker 2009 erfolgte die langsame Umstellung auf Geschäftsflugzeuge. Das Spektrum wurde um Starrflügler vom viersitzigen Jet bis hin zur Bombardier Global Express mit Transatlantik-Reichweite erweitert. Weiterhin umfasst die 20 Maschinen starke Flotte sieben Regionalflugzeuge. Im November 2013 übernahm MHS Aviation im Rahmen einer Kooperation mit der Schweizerischen Sky Work Airlines deren Dornier 328 in ihr eigenes Air Operator Certificate und betrieb diese nun für Sky Work Airlines. MHS Aviation betrieb bereits mehrere Maschinen dieses Typs. Im Oktober 2019 wurde die MHS Aviation zum ersten deutschen Business Aviation-Betreiber, welcher einen Midsize Business Jet vom Typ Embraer Praetor 600 in seine Flotte aufgenommen hat. Seit 2020 betreibt die Firma auch 2 Gulfstream G550.

## Dienstleistungen
Es werden neben Charterflügen für den weltweiten Geschäftsflugverkehr auch innerdeutsche Linienflüge durchgeführt. MHS Aviation bietet neben Aircraft Management, Part-NCC Operations sowie Flugzeugleasing und Charterflüge an.

## Flugziele
MHS Aviation führt Charterflüge für Passagiere und Fracht durch.
Ab dem 10. März 2014 führte MHS Aviation im Wet-Lease die Flüge der Rhein-Neckar Air vom Flugplatz Mannheim nach Berlin-Tegel durch. Die Strecke wurde mit Dornier 328-110 von Montag bis Freitag bedient. Ab dem 14. Oktober 2014 wurde zusätzlich die Strecke Hamburg–Mannheim auch mit einer Dornier 328 von Montag bis Freitag bedient. Zusätzlich bediente die RNA seit 2017 auch die Nordseeinsel Sylt. Die Flüge wurden im Sommer 2019 vier Mal pro Woche (mittwochs, freitags, samstags und sonntags) angeboten. Aufgrund der hohen Nachfrage wurde die Insel Sylt ab dem 8. Juni 2019 auch von Kassel bedient.

## Flotte

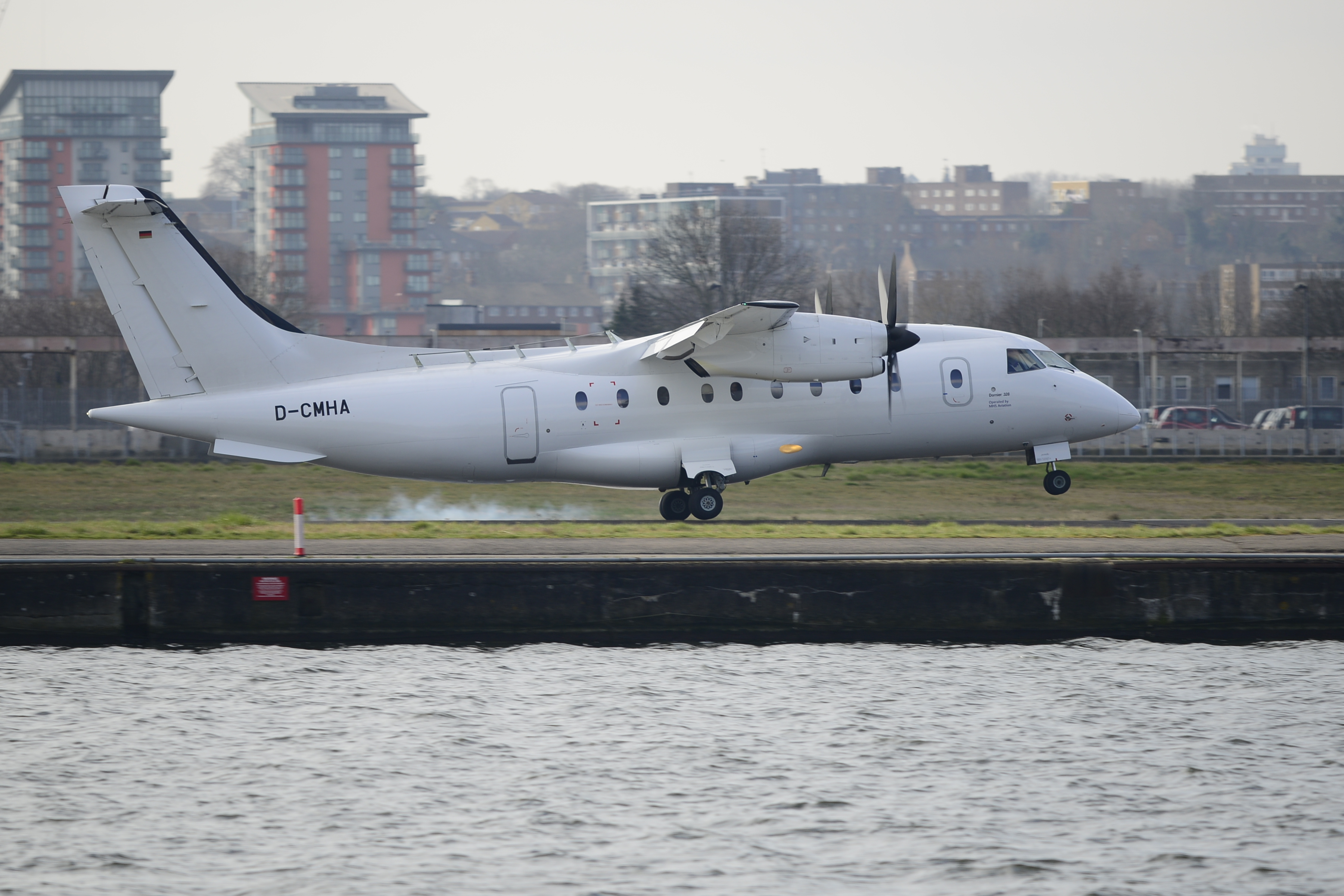
Dornier 328-110 der MHS Aviation

Mit Stand Oktober 2024 besteht die Flotte der MHS Aviation aus 17 Flugzeugen und einem Hubschrauber: Seit Juni 2017 besitzt die MHS Aviation zwei Flugzeuge des Typs Dassault Falcon 2000LX des französischen Herstellers Dassault Aviation.

### Flugzeuge der MHS Aviation

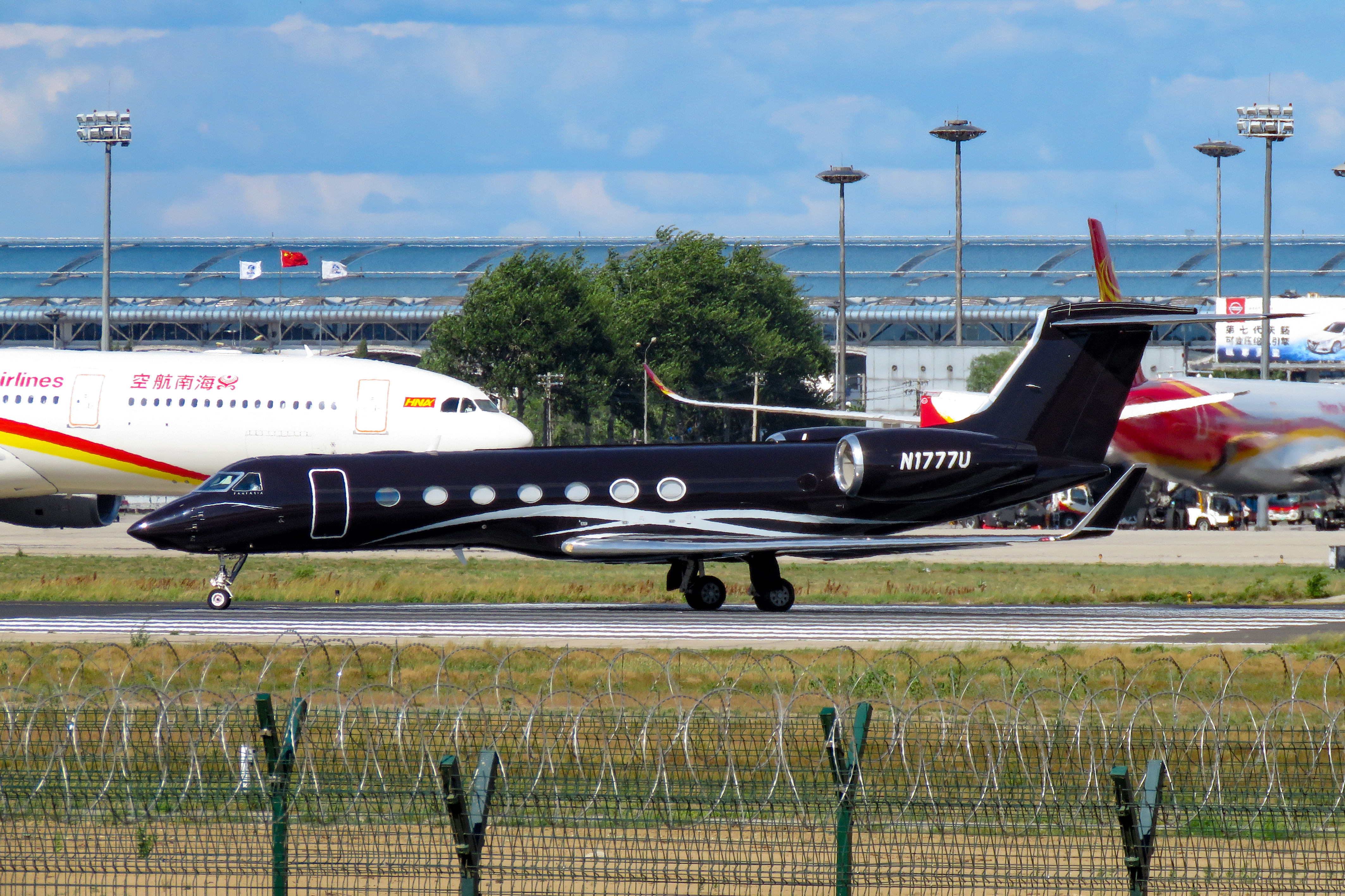
Gulfstream G550
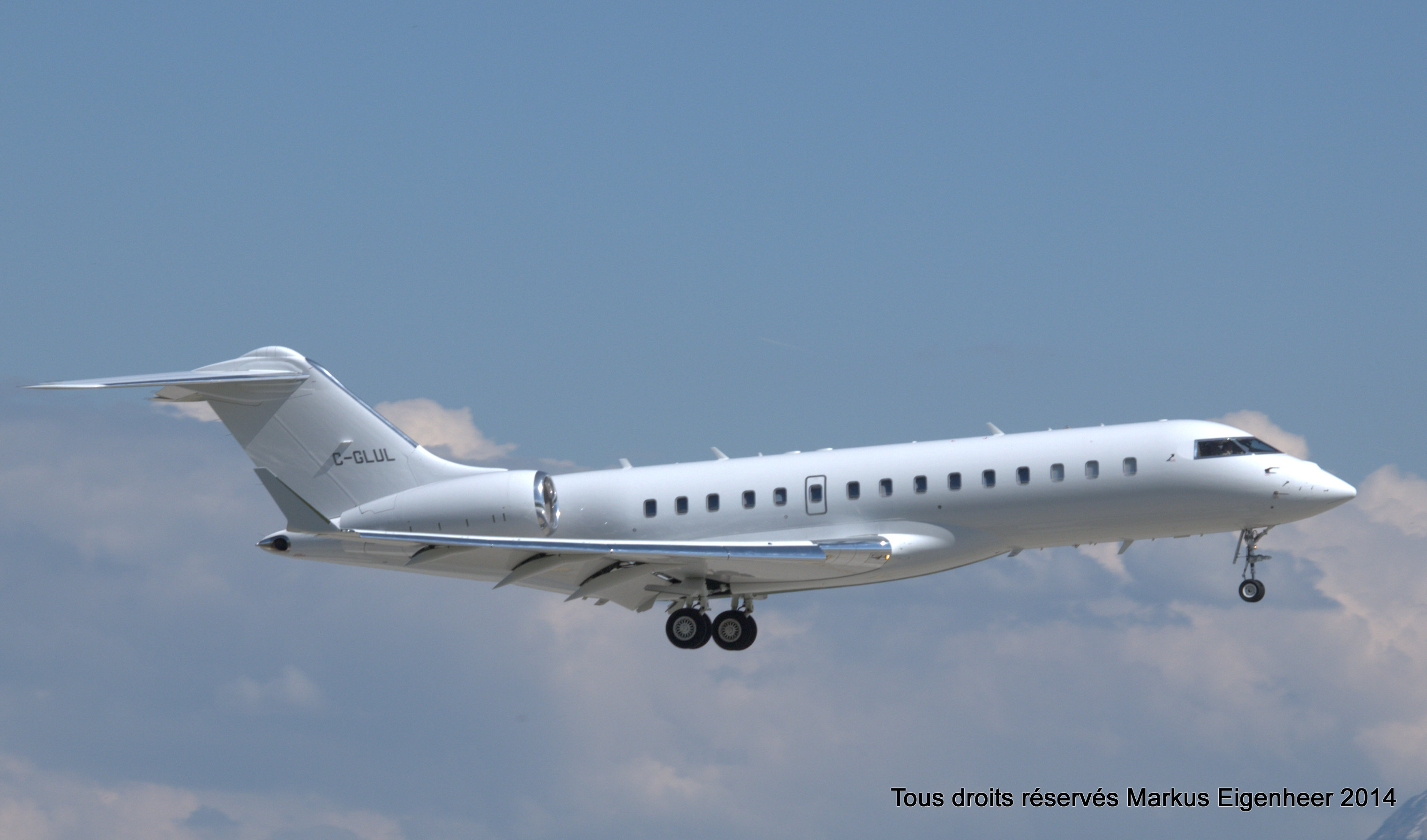
Bombardier Global Express
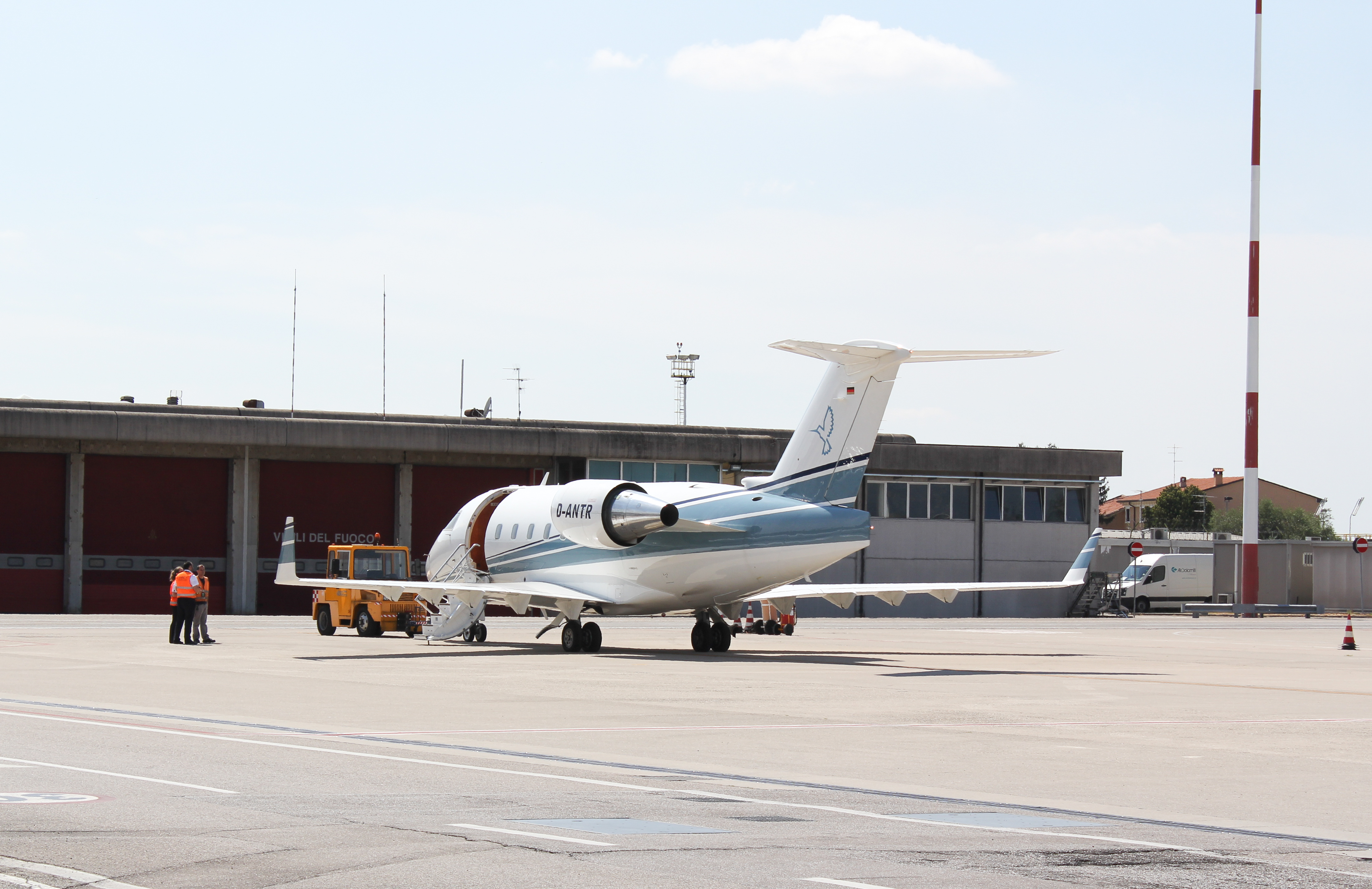
Bombardier Challenger 604
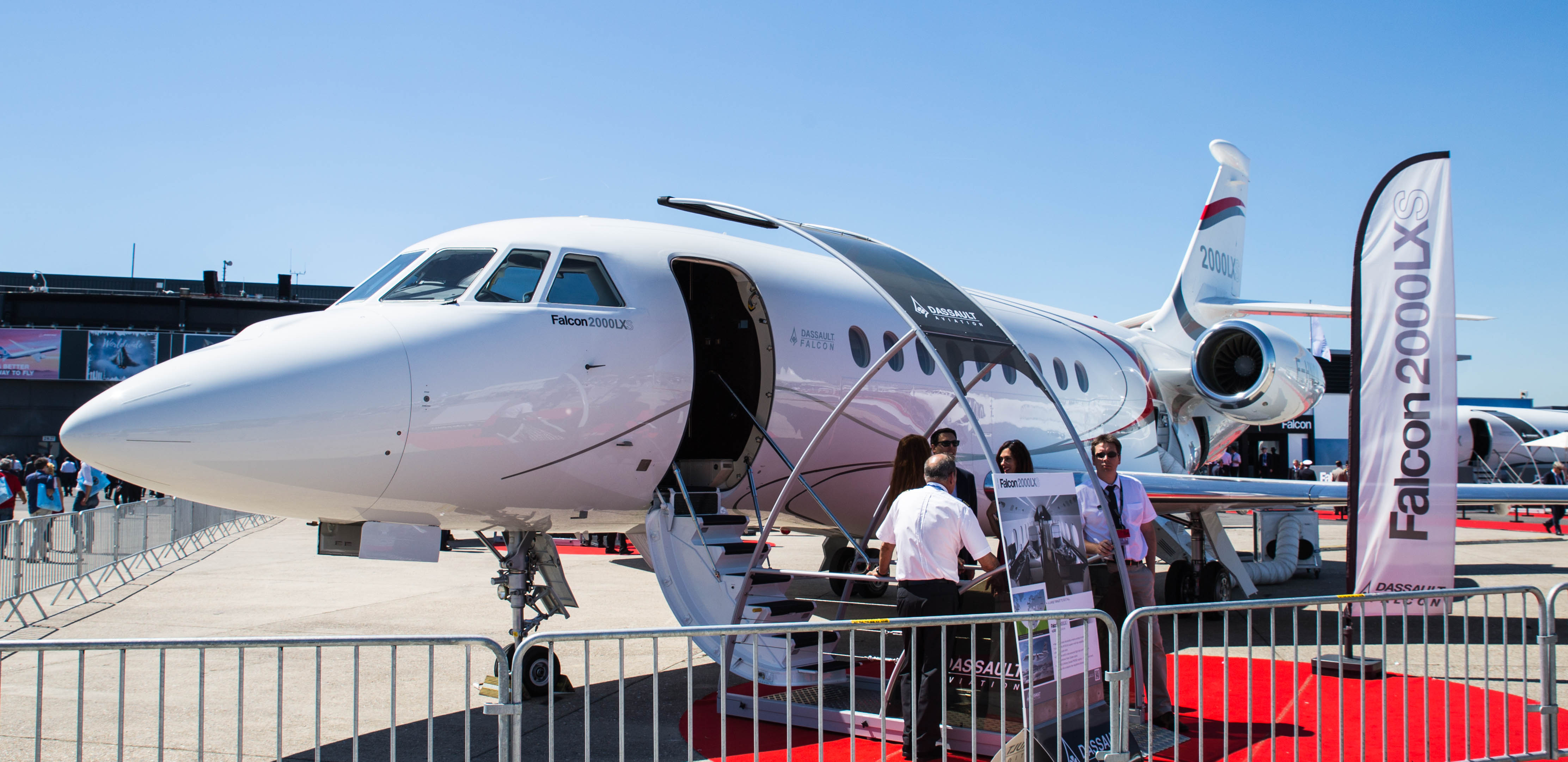
Dassault Falcon 2000LX
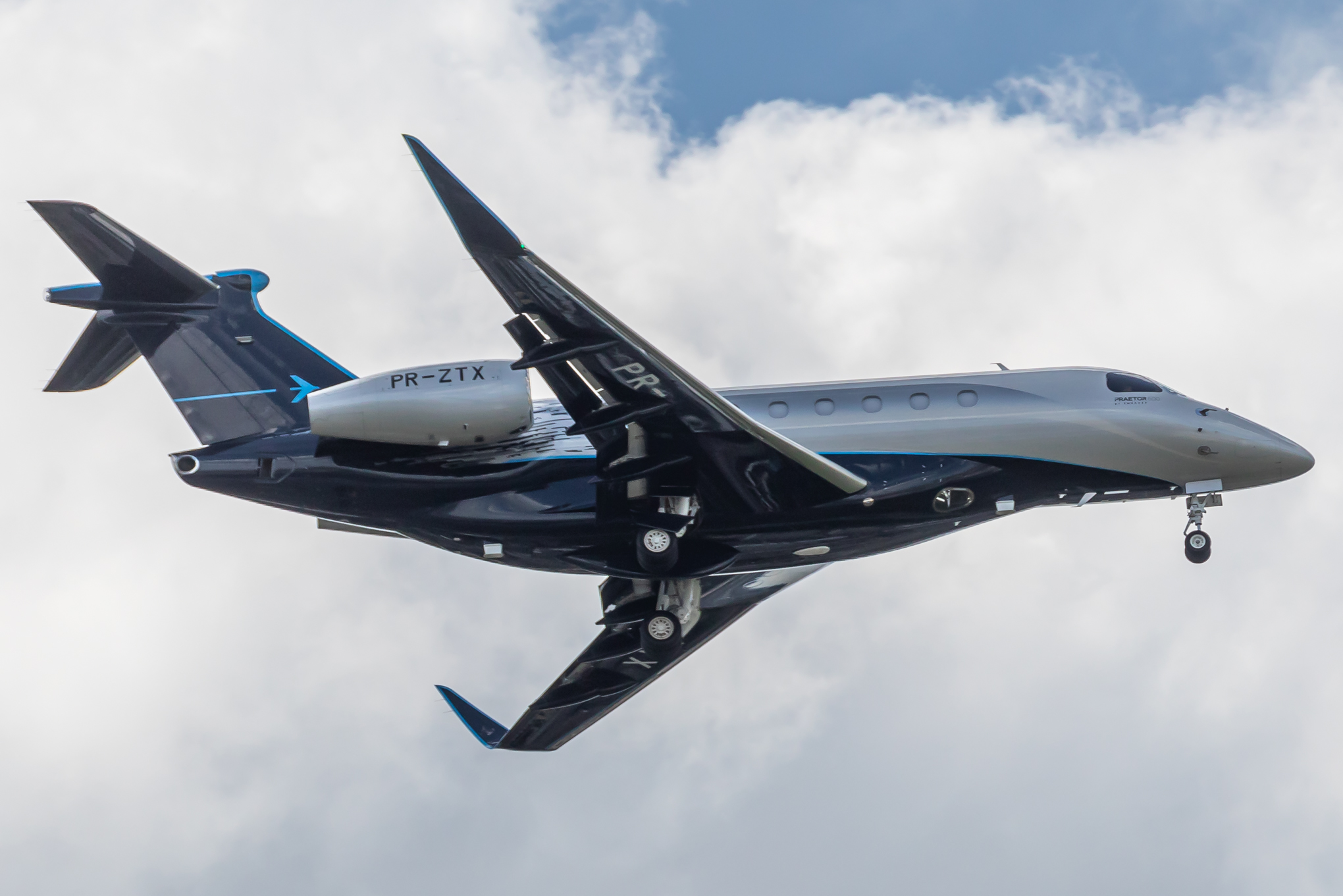
Embraer Praetor 600
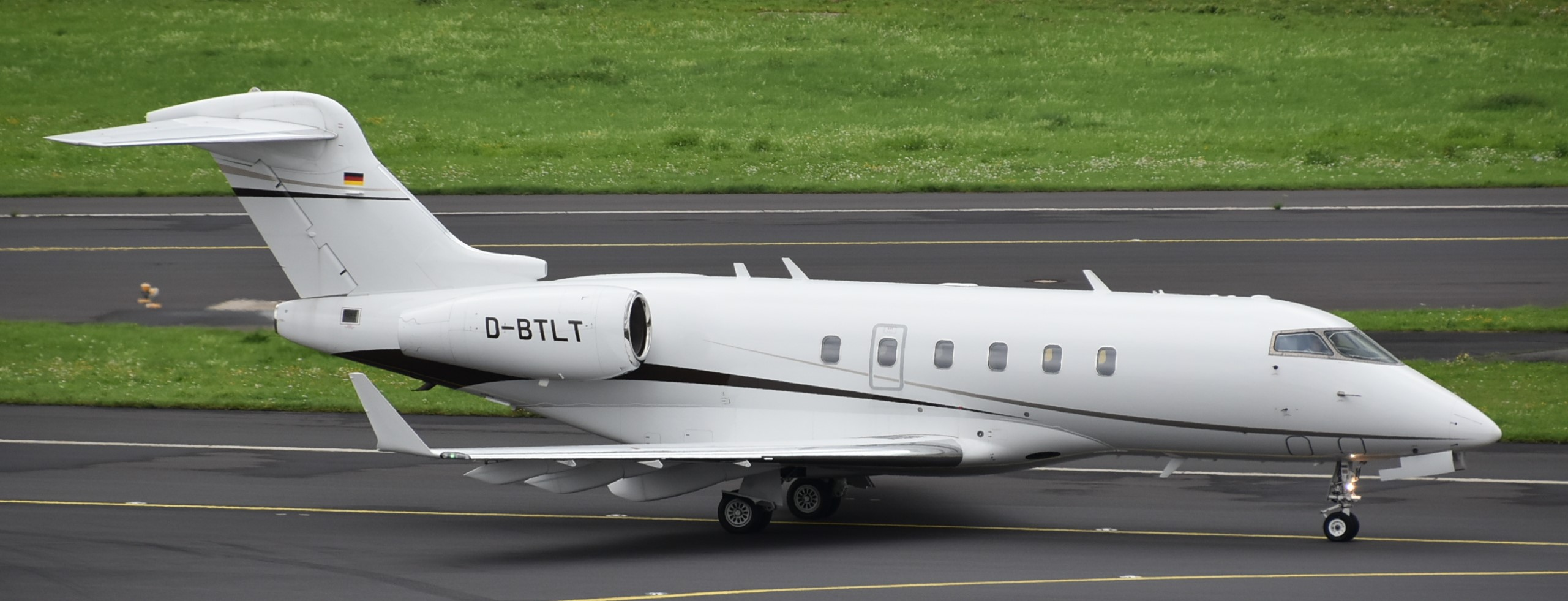
Bombardier Challenger 300
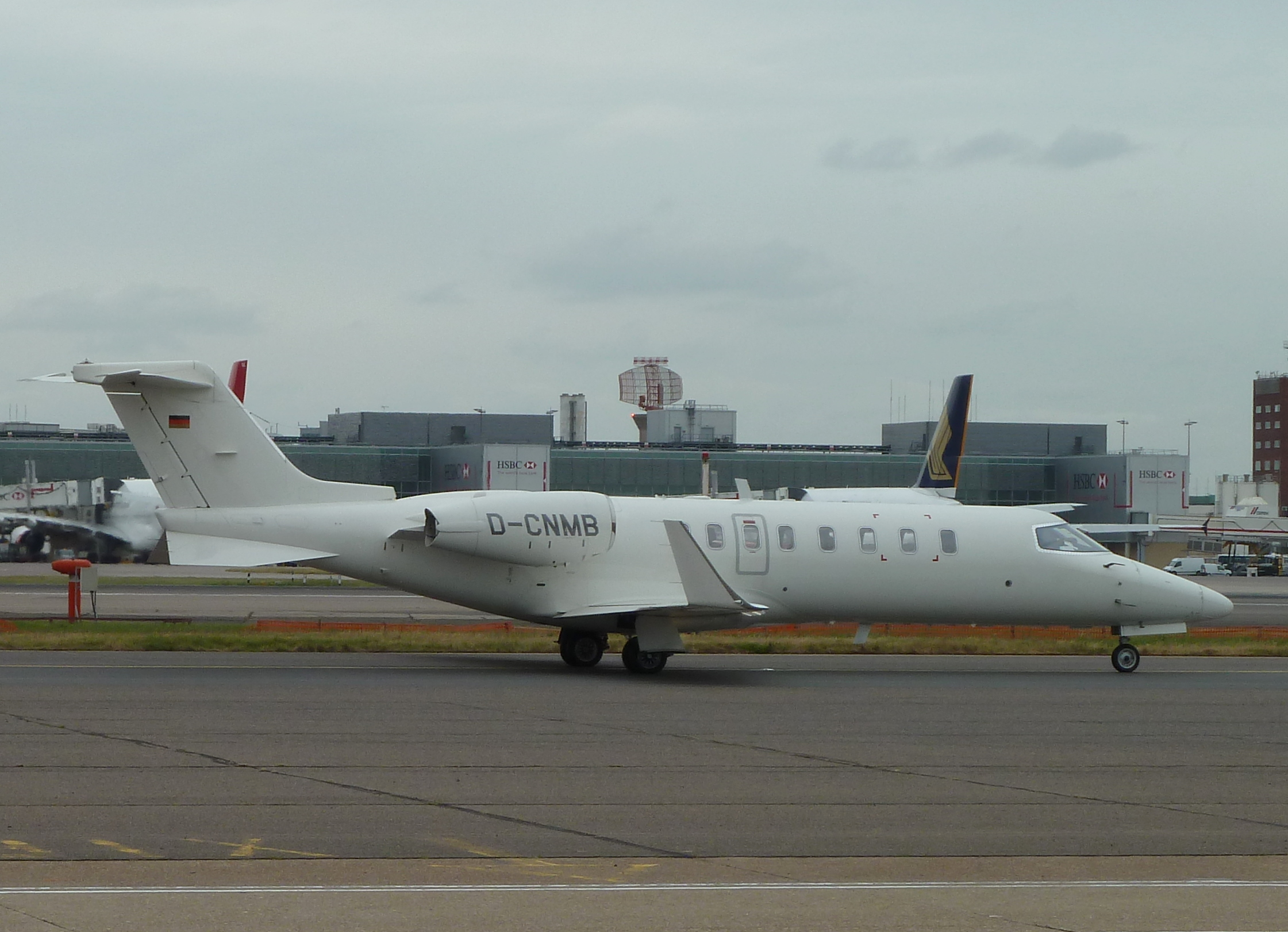
Bombardier Learjet 45XR
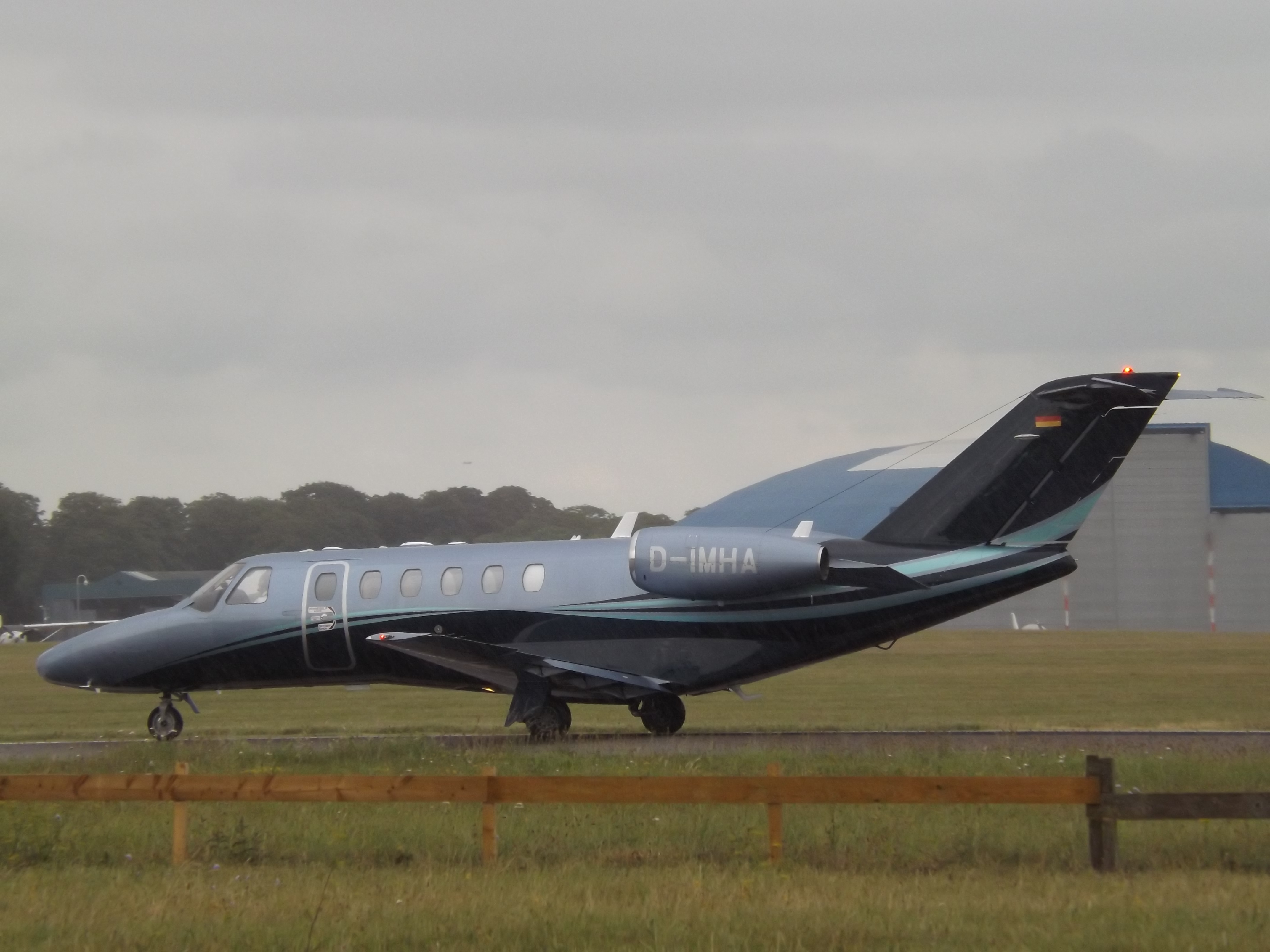
Cessna Citation CJ2+
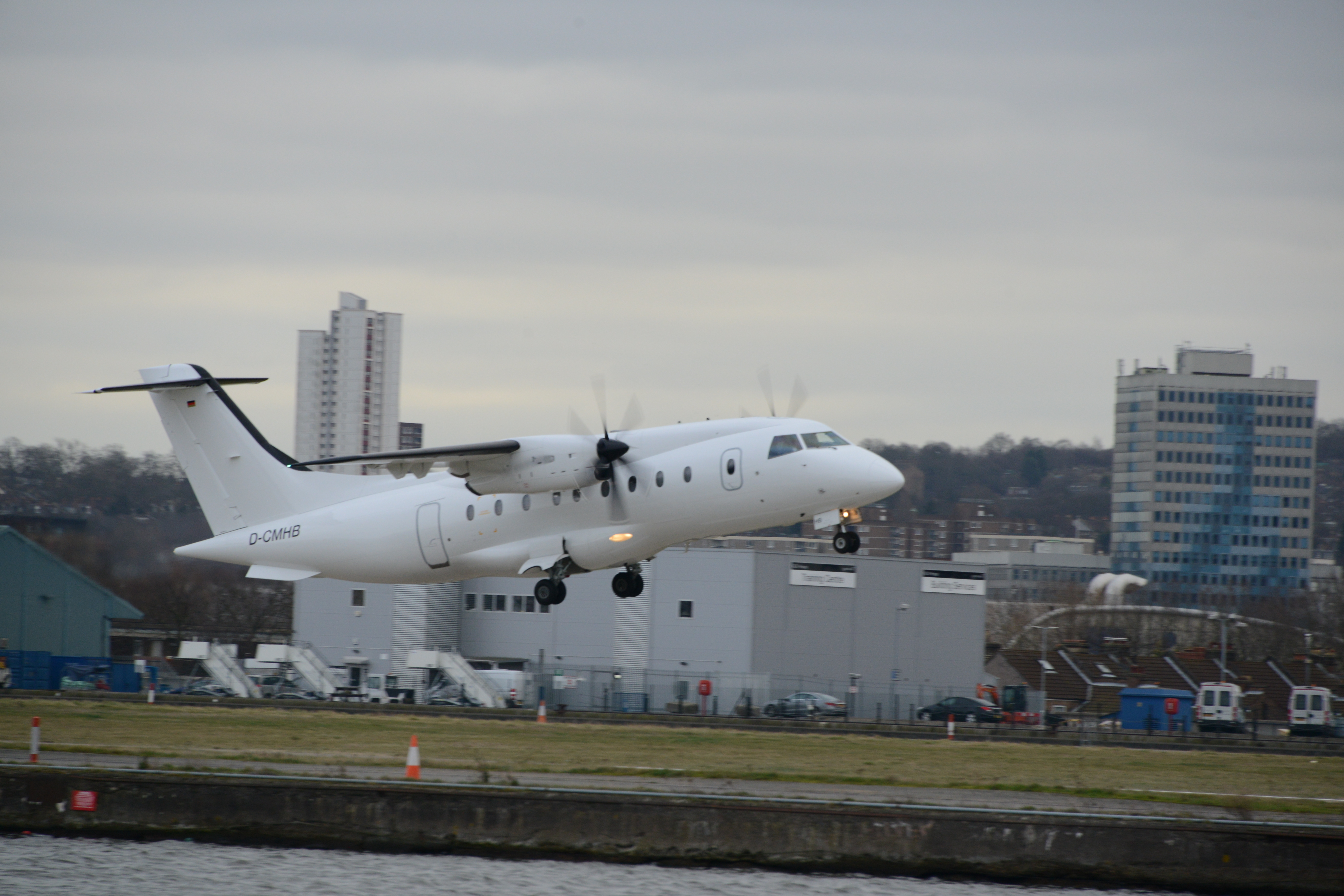
Dornier 328-100

| Typ                       | Anzahl        | Kennzeichen                               | Anmerkungen                                   | Sitzplätze |
| ------------------------- | ------------- | ----------------------------------------- | --------------------------------------------- | ---------- |
| Gulfstream G550           | 1             | OE-ICQ (2005)                             | 2020 modernisiert                             | 18         |
| Bombardier Challenger 604 | 2             | D-ANGB (2002) D-AEOM (2006)               | 2014 modernisiert 2020 modernisiert           | 10 12      |
| Dassault Falcon 2000LX    | 2             | OE-HMR (2008) D-BAHB (2012)               | 2016 modernisiert                             | 08         |
| Embraer Praetor 600       | 1             | D-BGFN (2019)                             |                                               | 10         |
| Embraer Phenom 300        | 1             | D-CHMD (2017)                             |                                               | 08         |
| Cessna Citation CJ2+      | D-ISLT (2006) |                                           | 06                                            |            |
| Dornier 328-110           | 6             | D-CMHA D-CMHB D-CMHC D-CIRI D-CIRJ D-CIRP | 4 inaktiv (D-CMHA, D-CMHB, D-CMHC und D-CIRI) | 31 bzw. 32 |
| AgustaWestland AW109      | 1             | D-HABM                                    |                                               | 6-7        |
| Gesamt                    | 18            |                                           |                                               |            |

### Ehemalige Flugzeuge der Flotte
In der Vergangenheit nutzte die MHS Aviation Flugzeuge des Typs Gulfstream G-650, Gulfstream G-550, Embraer Phenom 300 sowie Embraer Phenom 100.

## Zwischenfälle

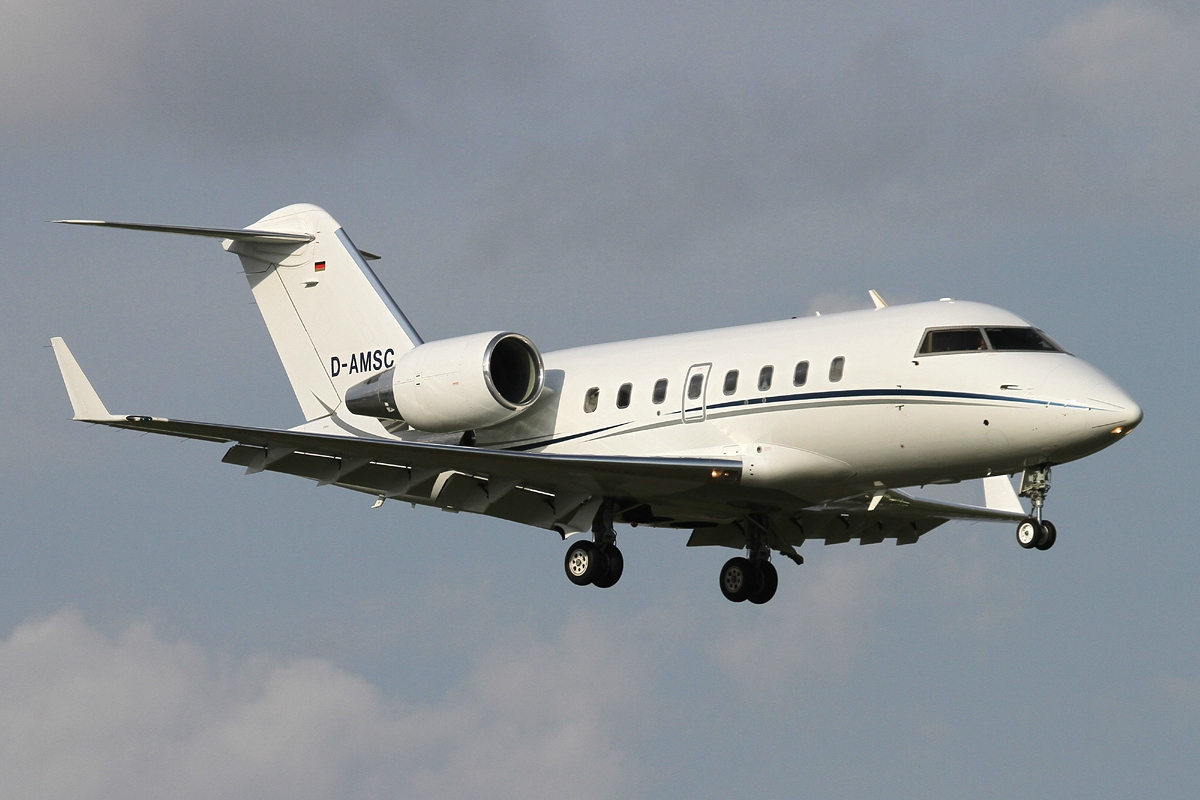
Die betroffene Challenger D-AMSC (2013).

Am 7. Januar 2017 bewirkte die Wirbelschleppe eines auf Reiseflughöhe fliegenden Airbus A380-800 der Emirates, dass eine 300 Meter niedriger in entgegengesetzter Richtung fliegende Bombardier Challenger 604 drei- bis fünfmal um die eigene Längsachse rotierte. Mehrere Passagiere wurden verletzt und mussten im Krankenhaus behandelt werden. Die Piloten verloren zeitweilig komplett die Kontrolle über das Flugzeug und konnten es erst 2700 Meter tiefer abfangen und schließlich sicher und äußerlich unbeschädigt landen. Da bei dem Vorfall die für die Flugzeugstruktur zulässigen Beschleunigungswerte überschrittenen worden waren, musste die Challenger 604 als irreparabel beschädigt abgeschrieben werden.